# Turcja na Zimowych Igrzyskach Olimpijskich 1992
Turcję na Zimowych Igrzyskach Olimpijskich 1992 reprezentowało 8 zawodników. Był to dziesiąty start Turcji na zimowych igrzyskach olimpijskich.

## Reprezentanci

### Biegi narciarskie
Mężczyźni
- Mithat Yıldırım
  - Bieg na 10 km – 93. miejsce

- Fikret Ören
  - Bieg na 10 km – 96. miejsce
  - Bieg pościgowy na 25 km – 83. miejsce

- Abdullah Yılmaz
  - Bieg na 10 km – 102. miejsce

- Celal Şener
  - Bieg na 10 km – 103. miejsce
  - Bieg pościgowy na 25 km – 90. miejsce

### Narciarstwo alpejskie
Mężczyźni
- Taner Üstündağ
  - Supergigant – 77. miejsce
  - Gigant slalom – 60. miejsce
  - Slalom – 45. miejsce

- Cevdet Can
  - Supergigant – 88. miejsce
  - Gigant slalom – 70. miejsce
  - Slalom – 51. miejsce

- Ahmet Demir
  - Supergigant – nie ukończył
  - Gigant slalom – 67. miejsce
  - Slalom – nie ukończył

- Yakup Kadri Birinci
  - Supergigant – 82. miejsce
  - Gigant slalom – 75. miejsce